# Isocefàlia

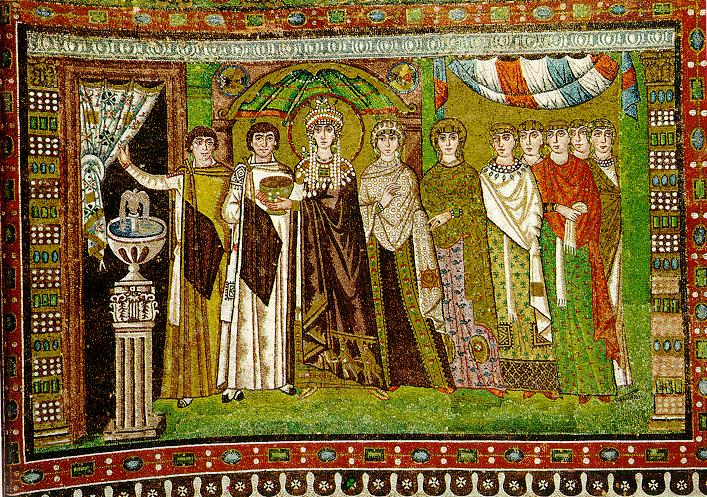
Isocefàlia als mosaics de Ràvena.

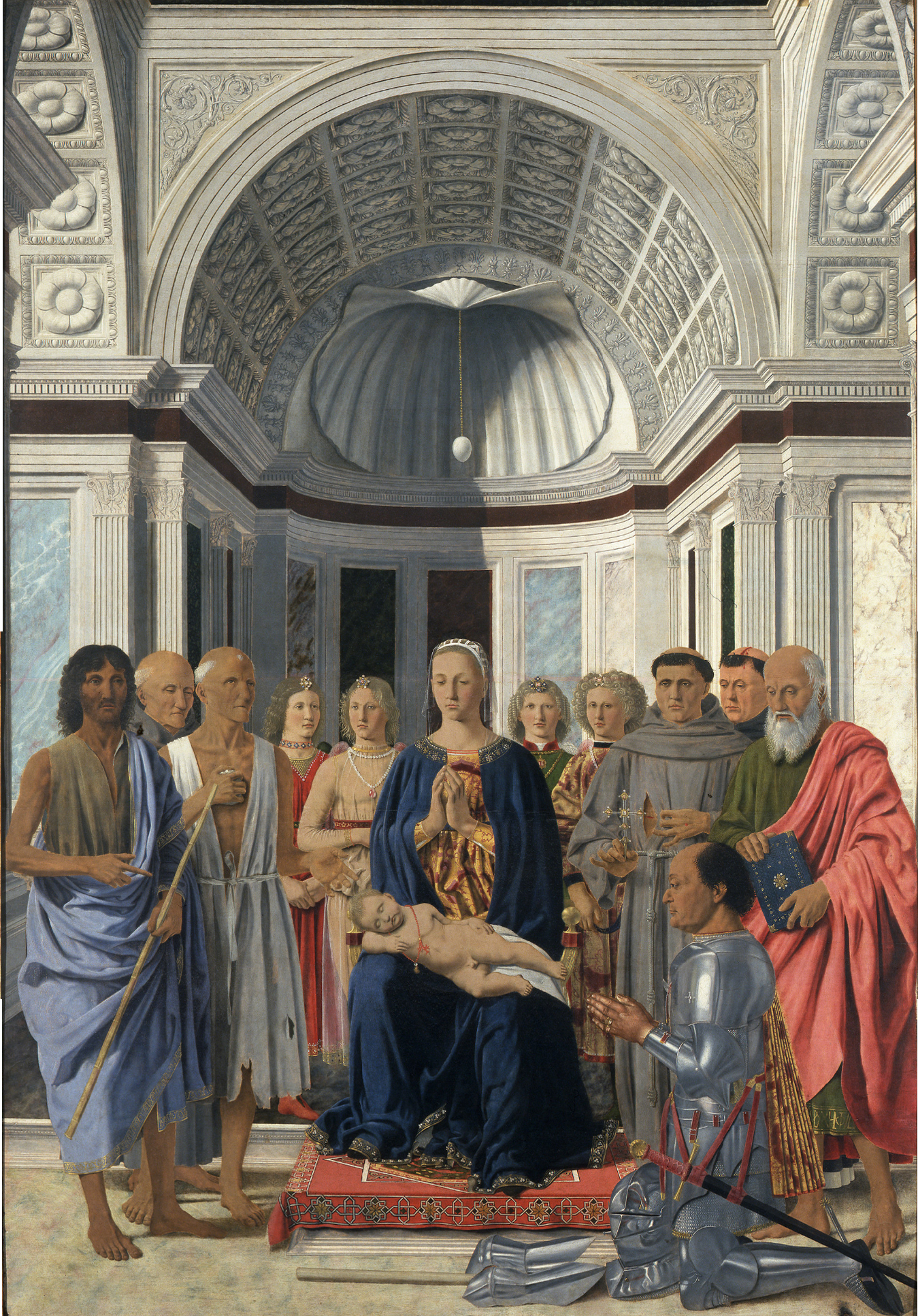
Isocefàlia an la Sacra Conversació de Piero della Francesca, 1472, Pinacoteca de Brera, Milà.

La isocefàlia (del grec: isos, "igual" i kephalos, "cap") és el nom que rep una norma estètica utilitzada en l'art quan es representen diversos personatges situats en posicions o plans diferents, com en els frisos esculpits.
Segons aquesta convenció, tots els personatges han de tenir el cap a la mateixa alçada, situats en la mateixa línia. Aquesta norma portà a representar els personatges en diferents mides, amb els caps al mateix nivell.
Aquesta regla es va aplicar sobretot en l'art sumeri i art mesopotàmic i també en l'hitita i el persa. En l'art grec es presenta en la pintura i ceràmica fins a finals del segle vi aC i va anar desapareixent al segle V aC. En l'art egipci també es va aplicar, però de manera poc sistemàtica.
En l'art romà la isiocefàlia es troba en obres com l'Arc de Constantí. També ho va fer l'art romà d'Orient i, especialment, l'art romànic.
El principi de la isocefàlia s'ha aplicat també en l'art cinematogràfic. De fet, el cinema clàssic de Hollywood fa un ús comú d'aquest recurs en la línia de l'horitzó.